# Slaget vid Lützen
Slaget vid Lützen den 6 november 1632 (enligt den julianska kalendern; 16 november 1632 enligt den gregorianska kalendern) var ett av de största fältslagen under det trettioåriga kriget. Striden stod nära byn Lützen, sydväst om Leipzig, i Sachsen mellan en svensk-protestantisk armé under befäl av kung Gustav II Adolf och en katolsk-kejserlig armé under befäl av fältmarskalk Albrecht von Wallenstein.
Slaget slutade med en pyrrhusseger för svenskarna. Omkring 10 000 soldater stupade på slagfältet, inklusive den kejserlige generalen Gottfried zu Pappenheim och kung Gustav II Adolf. Kungens död innebar en försvagning av den svensk-protestantiska positionen i kriget till förmån för den kejserliga armén. Hertig Bernhard av Sachsen-Weimar, som hade övertagit ledningen under slaget, förblev befälhavare för de svensk-protestantiska trupperna.

## Förlopp

### Bakgrund
Den svenska hären kontrollerade sedan tidigare Bayern och brandskattade den 7 maj München på 300 000 riksdaler, men slog till reträtt och tillryggalade fyra mil om dagen, för att 30 oktober slå läger i Naumburg an der Saale, nära Lützen, där man planerade att invänta förstärkningar av sachsiska och lüneburgska trupper. Den kejserlige fältmarskalken Albrecht von Wallensteins styrkor hade 22 oktober ryckt in i Leipzig och 29 oktober förenat sig med general Gottfried Heinrich zu Pappenheim.
Wallenstein befann sig på marsch från Leipzig via Erfurt till Weissenfels 30 oktober, då han fick rapporter om att svenskarna ryckt in i Thüringen. Wallenstein skickade två regementen att plundra och erövra Naumburg, medan hans egen styrka skulle rycka fram för att hindra kungens övergång av Saale. Han fick dock snart rapporter om att svenskarna redan hunnit gå över floden Saale och nu befann sig i Naumburg, där de höll på att förskansa sig.
Wallenstein ställde då upp sin här i slagordning vid Weissenfels, och inväntade ett anfall från svenskarna, men något sådant kom inte. Ett ögonblick övervägde Wallenstein att anfalla, men sedan han fått kännedom om förskansningarna svenskarna byggt upp och den oländiga terrängen, bestämde han sig för att avvakta.
Efter att ha hållit krigsråd, beslutades att Pappenheim med belägringtrupper, två kavalleriregementen, sex infanteriregenenten samt kroatregementen skulle tåga mot Halle för att inta slott Moritzburg för att därefter rycka in i Niedersachsen. Pappenheims styrka startade operationen den 4 november. Wallenstein skulle dra sig tillbaka till Lützen. Avsikten var att locka svenskarna att dra sig ur sina försvarsanläggningar i Naumburg, antingen för att dra sig norrut för att möta Pappenheims trupper och rädda Moritzburg, eller för att dra sig österut för att förena sig med de sachsiska trupperna som var i antågande. I det läget skulle Wallenstein passa på att angripa. Om svenskarna trots allt valde att ligga kvar skulle Wallenstein i stället gå i vinterkvarter mellan Leipzig och Dresden.
Gustav Adolf hade verkligen för avsikt att tåga österut för att förena sig med de sachsiska trupperna och lämnade tidigt på morgonen den 5 november lägret i Naumburg. Efter att han erhållit rapporter om att Pappeheim avtågat med delar av armén i riktning mot Halle beslutade han sig dock för att i stället våga sig på ett anfall mot Wallensteins trupper i närheten av Lützen och drog sig norrut. Han tyckte att det perfekta ögonblicket var inne. Gustav Adolf lär även ha utropat "Nu tror jag sannerligen att Gud givit mig fienden i händerna." 
Slottet i Weissenfels intogs och vid middagstid hade svenskarna nått floden Rippach. Den kejserliga hären hade ryckt fram här dagen innan, och vägen var alldeles förstörd, så Gustav Adolf tvingades söka ett östligare vadställe över floden i närheten av byn Rippach. Den kroatiske översten Isolani försvarade vadstället och lyckades göra motstånd några timmar, innan han tvingades retirera mot Lützen. Korsandet av floden blev dock svår för svenskarna och drog ut på tiden, och skymningen föll innan hela armén hunnit över. Gustav II Adolfs plan att anfalla redan denna dag måste överges. Hären gick för nattläger på fälten norr om Rippach.
Nu hölls krigsråd i svenska armén. Den kejserliga hären som legat kringspridd i byarna runt Lützen skulle nu hinna få tid att samla sig. Möjligheten fanns också att Pappenheims trupper under natten skulle hinna återvända och förstärka de kejserligas armé. Man diskuterade nu om man skulle dra sig tillbaka och invänta Johan Georg I av Sachsens sachsiska armés ankomst eller genast anfalla. Dodo zu Innhausen und Knyphausen talade för att man borde vänta på sachsarnas ankomst. Bernhard av Sachsen-Weimar talade däremot för ett anfall, och kungen beslutade sig för att ansluta sig till det alternativet, och att man redan några timmar före gryningen skulle bryta upp.
Hären ställdes om i tre kolonner, med rytteriet på flyglarna och infanteriet i mitten, samt trossen i bakre linjen. Mellan klockan 4 och 5 på morgonen medan det ännu var helt mörkt gavs order om uppbrott. Man följde landsvägen i nordostlig riktning mot Lützen. Vid dagningen hade man nått byn Röcken, varifrån man vek av åt öster.
Wallenstein hade av kanonskott från slottet i Weisenfels alarmerats om att de svenska trupperna gjort ett utfall. Han trodde då ännu att de hade för avsikt att antingen tåga österut för att möta de sachsiska trupperna eller förfölja Pappenheim. Snart ankom dock greve Rudolf von Colloredo, som fört befälet på Weisenfels innan det utrymdes, och sedan från överste Isolani, som fört befälet över de kroatiska trupperna som fördröjt svenskarna vid övergången av Rippach, och det stod klart att svenskarna beredde sig att anfalla Wallensteins trupper i Lützen, och han lät sammankalla sina trupper som var utspridda runt staden. In i det längsta var Wallenstein osäker på svenskarnas avsikter, och dröjde med att skicka meddelande till Pappenheim om att omedelbart komma honom till undsättning. Meddelandet ankom först dagen därpå, samma dag som slaget inletts, under det att Pappenheim just intagit Moritzburg och hans trupper som bäst var utspridda i Halle för att plundra staden, vilket gjorde att det tog tid innan han kunde samla och ordna sitt folk.

### Slagordning och förberedelser

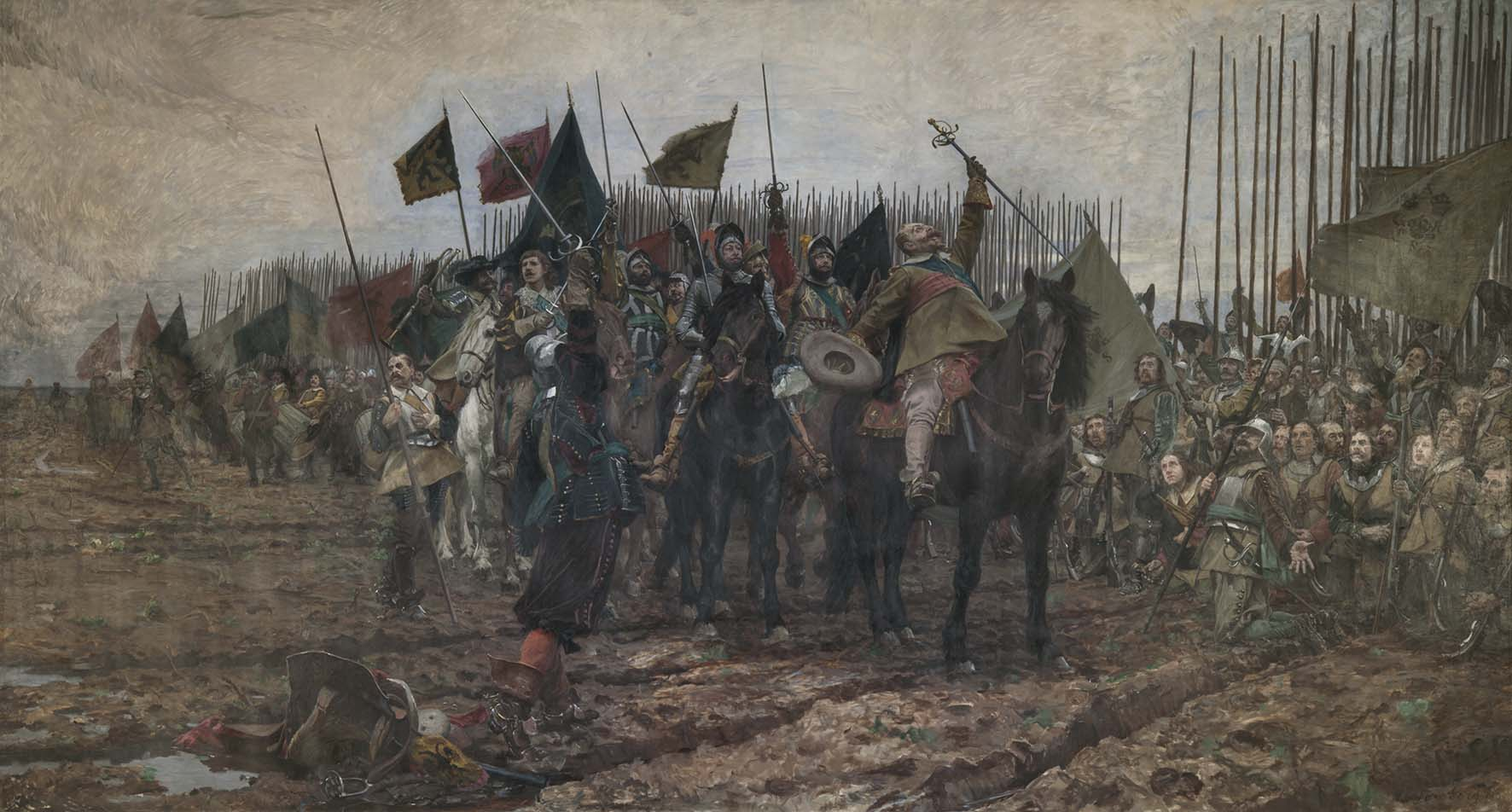
Gustav II Adolf före slaget vid Lützen. Målning av Nils Forsberg.

Inte långt från Lützen var man tvungen att korsa bäcken Mühlgraben. Övergången gav inga större svårigheter, då den här flöt genom sanka ängar och var mycket grund. Efter övergången fattade man ställning i ett skogsparti utanför staden. Trossen hade från Röckau gått österut och stannat vid byn Meuchen sydost om Lützen. Hären bestod av två linjer fördelade på en center och två flyglar. 
Den svenska centerns första linje fördes av general Nils Brahe d.ä. och bestod av Gula brigaden (tyska soldater) kommenderad av Brahe själv, Gröna Brigaden (tyska soldater) kommenderad av Wildenstein, Blå Brigaden (tyska soldater) kommenderad av Winckel och "Svenska brigaden" (svenskar) kommenderad av Gabriel Kyle. Svensks brigaden består av Gabriel Kyles regemente från Östergötland, Åke Oxenstiernas från Dalarna, Axel Lillies Upplandskontingenten, Karl Hårds från Västergötland och Hastfers finska regememte. Centerns andra linje kommenderades av generalmajor Dodo zu Innhausen und Knijphausen och bestod av tysk infanteri. Den vänstra flygeln första linje fördes av Bernhard av Weimar och bestod av tyska, kurländska och livländska trupper, anförda av överste Courville, Carl Gustaf Wrangel, Hans Heinrich von Tiesenhausen, Carberg och Bernhard själv. Den andra träffen anfördes av generalmajor Claus Conrad von Bulach (hessare och tyskar). På den högra flygeln leddes första linjen av konungen själv med smålänningarna kommenderade av Fredrik Stenbock, östgötarna kommenderade av Rotkirch, södermanlänningar under Sack, västgötar under Knut Soop och ytterst finnar under överste Torsten Stålhandske. Andra träffens vänstra flygel kommenderades av generalmajor Hoffkircken (tyska trupper).
Wallenstein hade redan tidigare grupperat sin armé på motsvarande sätt med den ena flygeln skyddad mot flankanfall av själva staden. Då den svenska anfallsplanen gick ut på en kniptångsmanöver fördröjde denna uppställning slaget, eftersom det tvingade svenskarna att gå över Floßgraben för att komma runt. Det var denna kringgående manöver som gjorde att en stor del av Pappenheims armé hann fram i tid, vilket annars knappast hade skett. Flyglarna utgjordes av rytteri, den högra under den danskfödde fältmarskalklöjtnanten Henrik Holck, den vänstra under befäl av Johann von Götzen. På högra flygeln, där ytterst stod kroater och ungrare, var även uppställt infanteri. Till vänster om denna följde ett antal kavalleriskvadroner men regementen kommenderade av Colleredo, Montecuculi, Sparre, Schaumburg, Ottavio Piccolomini, med mindre avdelningar av musketerare emellan. Centern, bestående av 6.000 man bestod av en framskjuten avdelning regementen kommenderade av Berthold von Wallenstein, Chiesa, Savelli, Coronini, samt en högra kommenderad av Matthias Gallas, Grana och Gonzaga, samt en vänstra kommenderad av Geisa, Contrera och Brenner. Den bakre fyrkanten kommenderades av Wallenstein, Contrera, Fugger och Sachsen-Lauenburg.

### Slaget
Morgondimman som legat tät då de svenska trupperna hade ryckt fram hade bara förtätats under förmiddagen. Den hade dessutom blandat sig med brandrök som kom från själva staden Lützen som Wallensteins hade satt eld på. Men omkring klockan 11 började dimman lätta så att striden kunde börja, och båda sidor öppnade eld med sitt artilleri. Svenskarna började sitt framryckande och nådde omkring klockan 12 landsvägen. Den västra flygeln under Bernhard av Weimar kom att få det kejserliga artilleriet, placerat på Galgberget bakom landsvägen, mitt för sig och led svåra förluster. Nils Brahe med fotfolket kom först fram till landsvägen då vägen krökte sig så att dessa hade kortast väg. Först över var Gabriel Kyle med den svenska brigaden, därefter den Gula och så Winckel med den Blå. Blå brigaden, som var närmast det här placerade fientliga artilleriet, stormade dess ställningar och erövrade detta. Bakom batteriet stod en infanterienhet kommenderad av Albrecht von Wallensteins son, Bertold von Wallenstein. Snett bakom till höger om denna stod ännu en enhet kommenderad av markisen av Grana. Svenska brigaden stormade an mot den av markisen av Grana kommenderade fyrkanten, medan Gula brigaden vände sig mot Bertold von Wallensteins trupper. De kejserliga trupperna tvingades retirera, och under striderna sårades Bertold von Wallenstein.
Genom attacken hade dock svenska brigaden dragit sig till vänster och blottat sin flank, under det att gröna brigaden genom beskjutning från artilleriställningarna vid väderkvarnarna på Galgberget hindrats i sin framryckning, och trupperna dragit sig in i skydd mot vänster, där mjölnarhuset i en brant sluttning gav visst skydd mot kanonbeskjutningen. Det svenska artilleriet från centern flyttades samtidigt fram och ställdes i luckan mellan gröna och blå brigaderna för att försöka uppehålla det kejserliga artilleriet.
På den högra flygeln kunde de svenska trupperna, som inte hindrades av annat än musköteld, rycka över Floßgraben och mot de kejserliga. Finnarna under Stålhandske, som stod längst till höger, kom först över, därefter de övriga skvadronerna, sist smålänningarna. Utan att invänta förstärkningar ryckte de finska ryttarna fram och attackerade det kroatiska kavalleriet på denna kant. De av Isolani kommenderade kroaterna drog sig genast tillbaka. Istället kom dessa att dra sig bort från slagfältet via en lång omväg bakom Schkölzingerskogen för att ta sig till Meuchen, för att där framåt kvällen anfalla den svenska trossen. Infanteriet som skulle ge dem understöd tvingades dra sig tillbaka. Bakom de vikande linjerna stötte svenskarna nu dock på de kejserliga kyrassiärerna. Kungen fick samtidigt rapport om faran som hotade på fotfolkets högra flank och drog sig över till sin vänstra flank där smålänningarna nu började ta sig över diket. Deras befälhavare, Fredrik Stenbock, hade dock träffats i foten av en muskötkula.
Kungen kommenderade nu smålänningarna att följa honom i ett anfall. De kom att sammanstöta med de av Johann von Götzen kommenderade kyrassiärerna. I samma ögonblick började åter dimman att sänka sig, och en kejserlig musketerare sköt kungen i armen. Kungen gav Frans Albrekt av Sachsen-Lauenberg order om att försöka föra honom i säkerhet ur striden, men de var nu kringrända av fientliga kyrassiärer (för fortsättning, se Kungens död nedan).
De svenska kavalleriet tvingades nu tillbaka över landsvägen in mot staden. Även på de övriga flankerna tvingades man tillbaka. Bernhard av Sachsen-Weimar hade trängt över landsvägen och infanteriet hade bemäktigat sig dikena och intagit mjölnarhusen, då de anfölls av det kejserliga rytteriet med sådan häftighet att de tvingades retirera.
Efter kungens död beslutade sig Bernhard av Sachsen-Weimar, som övertog befälet, att fortsätta striden. Han lät de kavalleriregementen som stod kvar, sedan två av dem framskjutits på Merseburgvägen, dra sig något åt höger mot fotfolket, samtidigt som han gav order åt andra träffens rytteri att sluta luckan till vänster om första träffen. För det svenska kavalleriet överlät Bernhard nu befälet till Stålhandske. Därefter gick man på nytt till anfall klockan 2 på eftermiddagen. Denna gång lyckades det bättre. Nils Brahe förde sina brigader över landsvägen och återerövrade batterierna där. Berhard av Sachsen-Weimar ryckte fram mot det stora batteriet vid väderkvarnarna och besatte detta, varpå kanonerna vändes mot de kejserliga. Även Stålhandske lyckades tränga tillbaka fienden. I samband med en explosion bland krutvagnarna i trossen utbröt panik hos de kejserliga trupperna. Klockan 3 anlände dock plötsligt Pappenheim med fyra kavalleriregementen vilka omedelbart sattes in mot svenskarnas högra flygel. Pappenheim själv sårades svårt i striderna med det svenska kavalleriet (och avled nästa dag), men Wallensteins och Piccolominis trupper sattes även dessa in på flygeln, och det svenska kavalleriet tvingades på flykten med svåra förluster. Nils Brahe träffades med en kula i vänstra knäet och även Blå brigaden ansattes hårt. Överste Winckel sårades i handen och armen och hans överstelöjtnant Casper Wolf stupade.

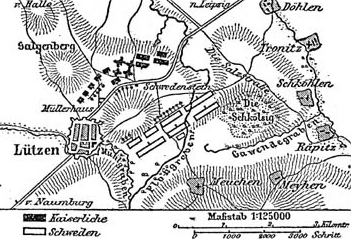
Karta över slaget.

På västra flygeln förblev dock allt oförändrat. Holck, som förde befälet över kavalleriet här, försökte förgäves slå tillbaka de svenska trupperna. Nu sattes den svenska centerns andra träff, som huvudsakligen förblivit oskadd, in i striden. På nytt kunde svenska trupperna rycka fram över landsvägen mot de kejserliga. Dessa försvarade sig hårdnackat men drevs tillbaka. Ny dimma förhindrade åter sikten över slagfältet och efterhand började det mörkna. Wallenstein drog sig tillbaka norrut men då han märkte att svenskarna inte följde efter stannade han och försökte i mörkret samla sina trupper. Sedan sex regementen av Pappenheims fotfolk anlänt till slagfältet höll man krigsråd om stridens återupptagande. Men Wallenstein ville inte riskera att få sin armé fullständigt utplånad och fortsatte därför efter ett par timmars vila sitt återtåg mot Leipzig.

### Kungens död

Kungen red under slaget på sin stridshäst Streiff, en brun Oldenburgare som han köpt av överste Johan Streiff von Lauenstein för 1000 riksdaler. Det var en enorm summa för tiden; en häst kostade vanligen mellan 70 och 80 riksdaler. Bomsadeln av röd sammet med guldbroderier och paljetter var en nyårspresent från hans hustru Maria Eleonora. På överkroppen bar kungen ett kyller (en jacka eller rock) av älghud som skydd. På grund av en gammal skada kunde han inte längre bära tungt harnesk.

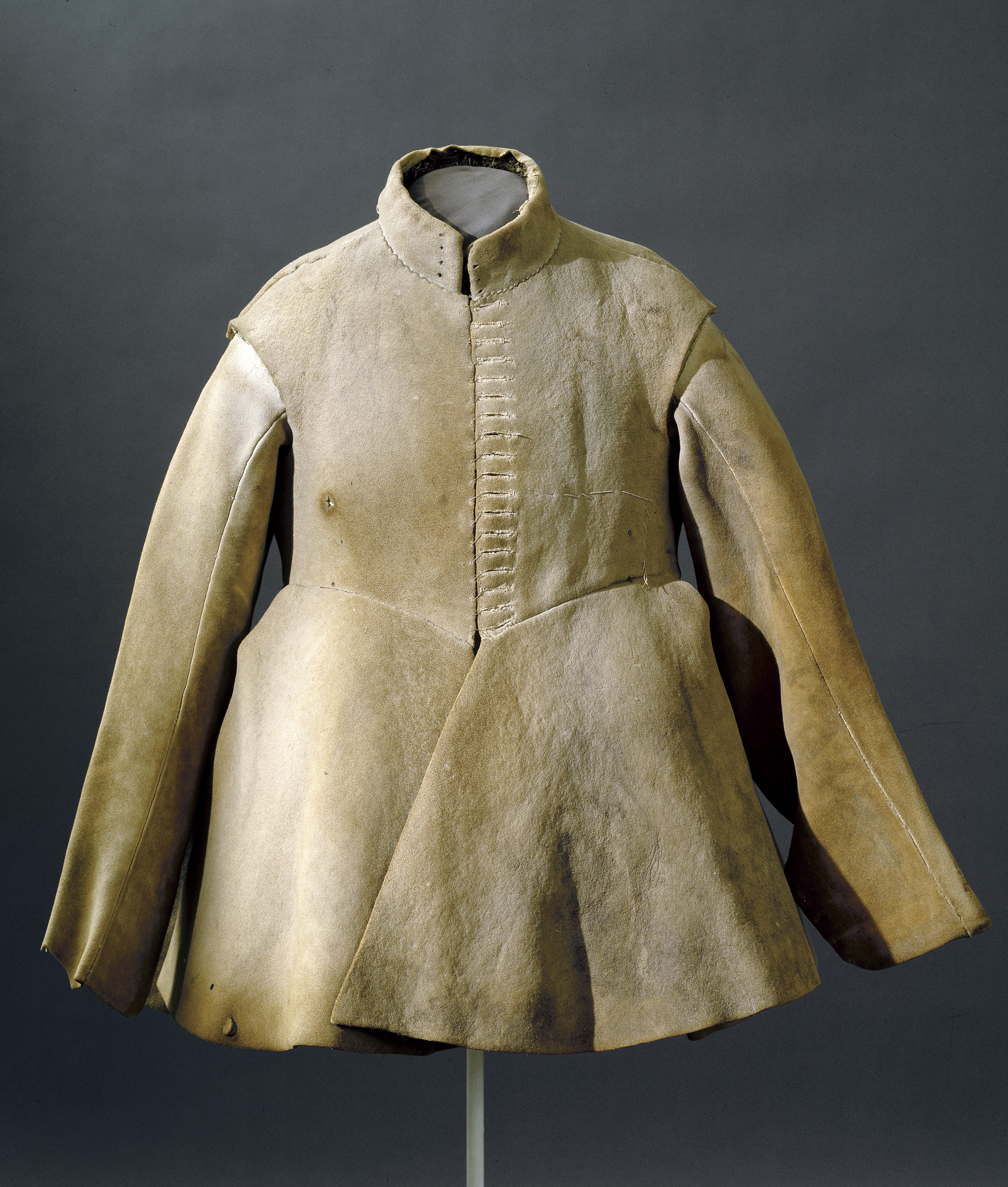
Gustav II Adolfs älghudskyller från dödstillfället vid Lützen bär flera spår av hans skador.

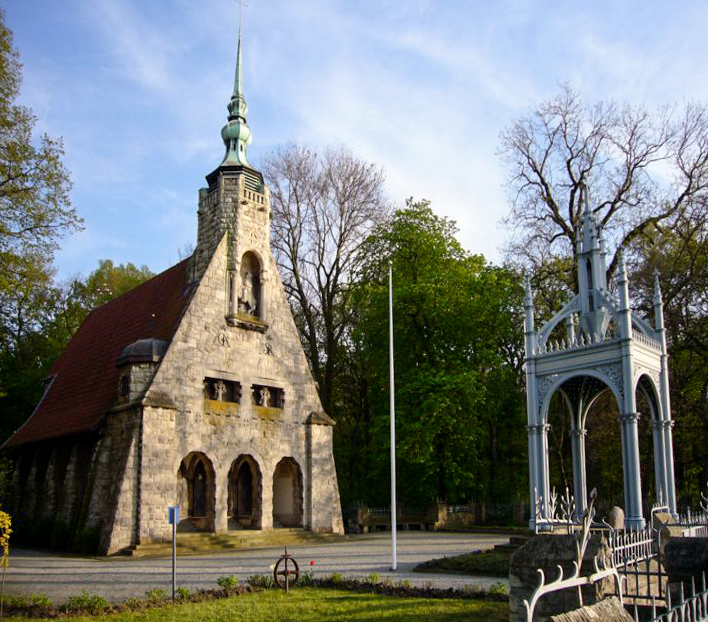
Minnesmärke för Gustav II Adolf i Lützen, se Schwedenstein.

Kung Gustav II Adolfs agerande under de fältslag han deltog i kännetecknas av snabba taktiska beslut, vilka ofta innebar stora risker för honom personligen. Vid Lützen styrdes hans ödesdigra handlande just av ett sådant beslut. Han insåg att segern var inom räckhåll om den svenska centern kunde förmås att fortsätta sitt tillfälligt avstannade anfall då Pappenheims styrkor flydde i oordning. Han visste också att hans eget uppdykande i främsta linjen var den gnista som kunde få anfallet att åter ta fart. 
Kungen hade just, tillsammans med några tyskfödda officerare i svensk tjänst, nått fram till den svenska centern då de stötte ihop med Götzens kyrassiärer och kejserliga officeren Moritz von Falkenberg träffade honom med ett skott genom lungan. Gustav II Adolf träffades av en kula som krossade hans vänstra arm ovanför armbågen. Nästan samtidigt träffades hästen av ett skott i halsen som gjorde den svår att tygla. I dimman och röken från den brinnande staden Lützen kom kungen allt längre in bland fienden. Han träffades av ett skott i ryggen och ett stick i bröstet och föll av sin häst. Liggande på marken fick han slutligen ett dödande skott i tinningen.
Den döde kungen plundrades på kläder och guldsmycken och lämnades kvar på slagfältet klädd i bara ett antal skjortor och långa strumpor (bevittnat av Ottavio Piccolomini som fick hans kyller). Jackan, kyllret, togs som en trofé till kejsaren i Wien. 1920 kom det tillbaka till Sverige som en gåva och visas nu i Livrustkammaren. Kungens häst, Streiff, togs med i processionen efter kungens död, men dog eller avlivades när man nått Wolgast. Huden togs om hand och skickades till Sverige, där det monterades på en trästomme. Streiff visades redan under 1600-talet i rustkammaren som ett monument över Gustav II Adolf. Idag visas Streiff tillsammans med flera andra föremål kopplade till slaget vid Lützen i Livrustkammaren i Stockholm.

### Efterverkningar
Strategiskt och taktiskt sett blev slaget vid Lützen en protestantisk seger. Svenskarna tvingades till strid från en fast förankrad ställning och förlorade omkring 5 000 soldater, inklusive svårt sårade och desertörer, av vilka många kan ha tagit sig tillbaka till de svenska leden under de följande veckorna. Den kejserliga armén förlorade antagligen något färre soldater än svenskarna på fältet, men på grund av förlusten av slagfältet och operationsområdet från svenskarna, kunde färre sårade och eftersläntrande soldater ta sig tillbaka till den kejserliga armén. Fältmarskalklöjtnanten Henrik Holck, en dansk i kejserlig tjänst som deltog i slaget, skriver efter slaget att de (kejserliga) sårade fick dubbel sold och de andra enkel. En del officerare belönades och andra förda till Prag där dom hamnade inför krigsrätt för feghet under slaget och avrättades. 
Den svenska armén uppnådde sina viktigaste mål i fälttåget. De kejserliga anfallen mot Sachsen stoppades, Wallenstein valde att dra sig tillbaka från Sachsen till Böhmen för att ta vinterkvarter och Sachsen fortsatte med sin allians med Sverige. En mer långvarig följd av striden var kung Gustav Adolfs död. De protestantiska styrkorna förlorade en av sina största ledare, vilket i sin tur försvårade deras krigsinsats. De kejserliga trupperna kunde följaktligen återställa balansen och kunde därefter återvinna en del av de förluster som Gustav Adolf hade tillfogat dem. Nästa gång de svenska och kejserliga trupperna möttes, i slaget vid Nördlingen 1634, förlorade svenskarna, vilket definitivt markerade slutet på den svenskdominerade fasen av kriget.
Gustav Adolfs död gjorde det möjligt för de franska trupperna att få en dominerande roll i den anti-habsburgska alliansen. Kungens död innebar en stor politisk försvagning för Sverige, och dess nya förmyndarregering var tvungen att acceptera en mycket mindre dominerande roll än innan slaget. Kriget avslutades när den Westfaliska freden slöts den 14 oktober 1648.
Budet om kungens död nådde inte Sverige och rådet förrän efter mer än en månad. Begravningen av kungen skulle komma att dröja längre än så. Först i juni 1634 begravdes kungen. Ceremonin skulle planeras i detalj och den döde kungen föras hem till Sverige. Nära den plats där Gustav Adolf föll placerades ett granitstenblock på dagen efter slaget. En gjutjärnsbaldakin restes över "Sverigestenen" (tyska: Schwedenstein) år 1832, och i närheten byggdes ett kapell av Oskar Ekman, som invigdes den 6 november 1907. Kungens död är en temadag varje år i Sverige, på Gustav Adolfsdagen den 6 november med festligheter och speciella bakverk. Dagen firas även i Finland under namnet Svenska dagen.